# Nischni Airjum
Nischni Airjum (russisch Нижний Айрюм) ist ein Dorf (selo) in Südrussland. Es gehört zur Republik Adygeja und hat 266 Einwohner (Stand 2019). Im Ort gibt es 4 Straßen.